# 八打靈再也體育場
八打靈再也體育場是一座位於馬來西亞雪蘭莪八打靈再也的綜合性體育場。體育場啟用於1996年，可容納25,000人。它是為了1998年大英國協運動會興建的，橄欖球比賽也於此舉行。